# Нойендеттельзау
Нойендеттельзау (нім. Neuendettelsau) — громада в Німеччині, розташована в землі Баварія. Підпорядковується адміністративному округу Середня Франконія. Входить до складу району Ансбах.
Площа — 33,8 км2. Населення становить 7936 ос. (станом на 31 грудня 2020).